# NK Klokočevac
Nogometni klub Klokočevac bio je hrvatski nogometni klub iz Klokočevca Samoborskog kraj Samobora.
Prestao je postojati 2023. kada se ujedinio s Breganom u Kobre Samobor.